# Репрезентација Бохемије у хокеју на леду
Хокејашка репрезентација Бохемије (чеш. Hokejová reprezentace Čech) била је национална репрезентација у хокеју на леду која је на међународној сцени у периоду између 1909. и 1914. представљала Краљевину Бохемију (западни део данашње Чешке), у то време једну од земаља Аустроугарске. Континуитет њених резултата наследила је селекција Чехословачке која је формирана након Првог светског рата.
Репрезентација Бохемије учестовала је на укупно 4 турнира за титулу европског првака, уз освојене три златне и једну сребрну медаљу. Самим тим Бохемија је била најуспешнија европска хокејашка репрезентација у периоду до избијања Првог светског рата.

## Историјат
Прву званичну међународну утакмицу селекција Бохемије одиграла је на турниру у француском Шамонију, 23. јануара 1909. против селекције Француске (пораз од 1:8). И у преостале три утакмице чешки тим је забележио убедљиве поразе, а пораз од 0:11 против селекције Енглеске остао је уписан као највећи пораз у историји овог тима.
Иако је екипа првобитно била пријављена за учешће на инаугуралном европском првенству које је 1910. одржано у Швајцарској, тим Бохемије је одустао од такмичења због недовољне уиграности играча. Тако су дебитантски наступ на европским првенствима забележили на следећем првенству 1911. чији домаћин је био Берлин. Потпуно неочекивано, Чеси су на турниру остварили све три победе уз само један примљен погодак и тако освојили своју прву од укупно три титуле европског првака. Селекција Бохемије освојала је златне медаље и на ЕП 1912. у Аустрији и ЕП 1914. у Немачкој, док су на ЕП 1913. освојили сребрну медаљу. На европским првенствима Бохемија никада није изгубила ни једну утакмицу.
Последњу утакмицу селекција Бохемије одиграла је против Немачке у Берлину на европском првенству, 26. фебруара 1914. године (Чеси су победили са 2:0). Након распада Аустроугарске формирана је Чехословачка која је правно наследила све резултате екипе Бохемије.

## Резултати на европским првенствима
| Берлин 1911. | 3                                                    | 3                                                    | 0                                                    | 0                                                    | 20                                                   | 1                                                    |                                                      |                                                      |                                                      |                                                      |
| Праг 1912.*  | 2                                                    | 1                                                    | 1                                                    | 0                                                    | 7                                                    | 2                                                    |                                                      |                                                      |                                                      |                                                      |
| Минхен 1913. | 3                                                    | 2                                                    | 1                                                    | 0                                                    | 15                                                   | 6                                                    | 2                                                    |                                                      |                                                      |                                                      |
| Берлин 1914. | 2                                                    | 2                                                    | 0                                                    | 0                                                    | 11                                                   | 1                                                    |                                                      |                                                      |                                                      |                                                      |
| 1915–1920.   | Нису одржавана због Првог светског рата              | Нису одржавана због Првог светског рата              | Нису одржавана због Првог светског рата              | Нису одржавана због Првог светског рата              | Нису одржавана због Првог светског рата              | Нису одржавана због Првог светског рата              | Нису одржавана због Првог светског рата              | Нису одржавана због Првог светског рата              | Нису одржавана због Првог светског рата              | Нису одржавана због Првог светског рата              |
| 1921–1932.   | Континуитет пренесен на репрезентацију Чехословачке. | Континуитет пренесен на репрезентацију Чехословачке. | Континуитет пренесен на репрезентацију Чехословачке. | Континуитет пренесен на репрезентацију Чехословачке. | Континуитет пренесен на репрезентацију Чехословачке. | Континуитет пренесен на репрезентацију Чехословачке. | Континуитет пренесен на репрезентацију Чехословачке. | Континуитет пренесен на репрезентацију Чехословачке. | Континуитет пренесен на репрезентацију Чехословачке. | Континуитет пренесен на репрезентацију Чехословачке. |

- Европско првенство 1912. касније је поништено пошто Аустрија као домаћин турнира у то време нија била пуноправни члан Међународне хокејашке федерације.

## Биланс са осталим репрезентацијама
У табели се налазе резултати за период од 23. јануара 1909. до 26. фебруара 1914. године.
| Противник  | УТ | Поб | Н | Пор | Г+ | Г- | ГР  |
| ---------- | -- | --- | - | --- | -- | -- | --- |
| Француска  | 3  | 0   | 1 | 2   | 4  | 13 | -9  |
| Швајцарска | 3  | 2   | 0 | 1   | 19 | 9  | +10 |
| Енглеска   | 3  | 0   | 0 | 3   | 2  | 23 | -21 |
| Белгија    | 4  | 2   | 1 | 1   | 18 | 10 | +10 |
| Немачка    | 6  | 3   | 1 | 2   | 14 | 16 | -2  |
| Аустрија   | 2  | 2   | 0 | 0   | 12 | 0  | +12 |
| Укупно     | 21 | 9   | 3 | 9   | 81 | 71 | +10 |